# Eparquia de Shamshabad
A Eparquia de Shamshabad (em latim: Eparchia Shamshabadensis) é uma circunscrição eclesiástica da Igreja Católica Siro-Malabar em Shamshabad (Telanganá), na Índia. Foi erigida em 10 de outubro de 2017. Seu atual eparca é Antony Prince Panengaden. Sua sé é a Pró-catedral de Santa Afonsa de Kukatpally.
Em 2021, possui 37 paróquias e 72 sacerdotes, contando com uma população jurisdicionada batizada de 123.735 batizados.

## História
A eparquia de Shamshabad foi erigida pelo Papa Francisco em 9 de outubro de 2017 com a Bula Tamquam viti.
A eparquia estende a sua jurisdição a todos os fiéis siro-malabares da Índia, não incluídos nas eparquias existentes no momento da ereção da nova circunscrição eclesiástica, incluindo os arquipélagos Laquedivas e Andamão e Nicobar. A sede eparquial é a cidade de Shamshabad, no estado de Telangana. A Igreja de Santa Afonsa em Kukatpally, perto de Hyderabad, serve como pró-catedral da eparquia.

## Episcopado
|                   | Nome                     | Período     | Notas                                        |
| Bispos            | Bispos                   | Bispos      | Bispos                                       |
| ----------------- | ------------------------ | ----------- | -------------------------------------------- |
| 2º                | Antony Prince Panengaden | 2024 -      |                                              |
| 1º                | Raphael Thattil          | 2017 - 2024 | eleito Arcebispo maior de Ernakulam-Angamaly |
| Bispos auxiliares |                          |             |                                              |
|                   | Thomas Padiyath          | 2022-atual  |                                              |
|                   | Joseph Kollamparambil    | 2022-atual  |                                              |